# Essingen (Württemberg)
Essingen là một đô thị thuộc Ostalbkreis, bang Baden-Württemberg, Đức. Nơi đây nằm cách Stuttgart khoảng 73 km về phía đông.